# Thomas Nyqvist
Paul Thomas Nyqvist, född 28 augusti 1955 i Borgå landskommun, är en finländsk konstnär. 
Nyqvist studerade 1976–1979 vid Fria konstskolan och ställde ut första gången 1977. Han har under sin konstnärsbana framstått som en av de centralaste och intressantaste målarna i Finland. I sitt tidigaste skede på 1970-talet målade han akvareller, men övergick snart till oljemåleriet och abstrakta kompositioner i tjocka färger, bottnande i landskapsmotiv. På sin första separatutställning 1981 ställde han ut helt abstrakta oljemålningar utförda med breda penseldrag i en brun-gul-ockra färgskala. Målningarna följde närmast en modernistisk tradition i till exempel Willem de Koonings eller Jackson Pollocks efterföljd. 
Kring 1984–1985 förändrades Nyqvists stil i en mera personlig riktning mot ett romantiskt mörkstämt och meditativt måleri, på gränsen mellan det föreställande och abstrakta, och som ända sedan dess kommit till sitt bästa uttryck i hans större dukar. Hans färgskala breddades och förstärktes samtidigt, och nya geometriska former och rutmönster inträdde i hans måleri i slutet av 1980-talet, varefter han i början av 1990-talet med intryck från 1700-talsitalienaren Giovanni Battista Piranesis arkitektoniska landskap, i dennes efterföljd målade dova, brunsvarta ruininteriörer med ljuset eller månskenet spelande mellan valven. Nattliga, dunkelt gråblå, nästan overkliga stadsvyer från parker och stränder i Helsingfors med vissa arkitektoniska eller konstruktiva inslag, som han dokumenterat på svartvita fotografier, har tillhört hans favoritmotiv under senare år. 
Nyqvists särpräglade och fina kolteckningar, i vilka han sett sina motiv ur en annan synvinkel, har även i hans senare produktion i högre grad tangerat gränsen till det abstrakta och framstått som en dialog mellan det nonfigurativa och figurativa. Han har undervisat vid medborgarinstitut och konstskolor samt lett barngrupper. Han tilldelades pris av Marcus Collins minnesfond 2012.